# داردوست (گیاه)
داردوست، پاپیتال (نام علمی: Hedera colchica) نام یک گونه از سرده عشقه است.